# 熊伯洪
马里奥·劳尔·熊·帕切科（西班牙語：Mario Raúl Hung Pacheco），中文名熊伯洪（曾被误译为馮伯雄），前洪都拉斯国防部部长，前洪都拉斯三軍總司令，洪都拉斯华人，祖籍广东台山。曾担任中美洲洪都拉斯中华工商协会董事会主席、洪都拉斯华侨总会负责人。

## 生平
熊伯洪毕业于洪都拉斯国立大学法律系，后考入高级军校，进入军队服役。于1996年担任洪都拉斯海陆空三军司令、国防部部长。1999年退役。2001年6月，总检察长办公室起诉熊伯洪和另外两名将军和七名上校，犯有欺诈、舞弊、滥用职权和违反宪法责任罪，若罪名成立，可判处4至10年监禁。